# Волохи (шатровики)
Волохи (влахуря, катунаря) — циганська етногрупа, що входить до західної групи циган (ромів). Одна з найкосервативніших ромських груп. Вихідці з Волощини, від чого й отримали свою самоназву. З'явились на території України не пізніше XVII ст. Переважно проживають у Східній та Південній Україні, а також Південній Росії. Ареал з найбільшою концентрацію — Ставропілля.

## Історія
Через значну консервативність та закритість групи до недавніх пір, не існувало майже жодних даних, щодо культури та мови волохів. З 2013 досліджувати волохів розпочав Януш Панченко, у співавторстві з Ілоною Махотіною опублікували ряд статей, спираючись на які й оперує циганологія, говорячи про волохів. Як окрема етногрупа — сформувались на території України та Півдні Росії. Хоча не виключається й імовірність, що це було ще на землях Волощині. У даний час — традиції частково запозичені в українців. Волохи вели кочовий спосіб життя до виходу Указу Президії Верховної Ради СРСР 1956 року «Про залучення до праці циган, які займаються бродяжництвом», що забороняв кочівлю та у разі порушення, позбавляв волі на 5 років. Але не дивлячись на це, деякі родини продовжували кочувати аж до початку 90-х років. Волохи — одна з небагатьох ромських груп Європи, котра могла не знімати житло в оточуючого населення на зиму, а продовжувати жити у класичному літньому, або специфічному зимньому шатрі. Про прихильність волохів до кочового способу життя говорить й їхня друга самоназва — катунаря (шатровики). Традиційні заняття: торгівля та обміном кіньми, ковальство, ворожіння, столярство та лудіння. Виділено чотири волоські підгрупи: кубанські волохи, ставропольські, донські та астраханські.

## Мова
Мова волохів зазнала значного впливу зі сторони української. Велика кількість лексем мають українське походження й широко вживається незалежно від країни проживання. У той же час, виділяється й велика кількість запозичень з румунської мови. Волоський діалект — найбільш поширений ромський діалект в Україні крім того, має один з найвищих показників збереженості у порівнянні з іншими ромськими діалектами. Для діалекту волохів Януш Панченко розробив кодифікацію мови на основі російського алфавіту, а наразі проводяться експерименти з розробки на основі українського.

## Цікаві факти
- В Україні часто плутають волохів (шатровиків) з волохами Закарпаття, хоча крім схожої самоназви та території походження їх нічого не поєднує.